# Trigo (color)
El trigo o trigueño es un color claro dentro del matiz del marrón que se asemeja al grano de trigo o a las espigas de trigo maduro. Puede tener una tonalidad que va de un color pastel claro y cálido, a una tonalidad semiclara similar al color beige o al bronceado.
El uso del color trigo proviene del inglés (wheat) de largo uso. En español el término trigueño se usa especialmente para referirse al color de la piel humana y se define como aquel que está situado entre la piel clara y la morena.

## Galería

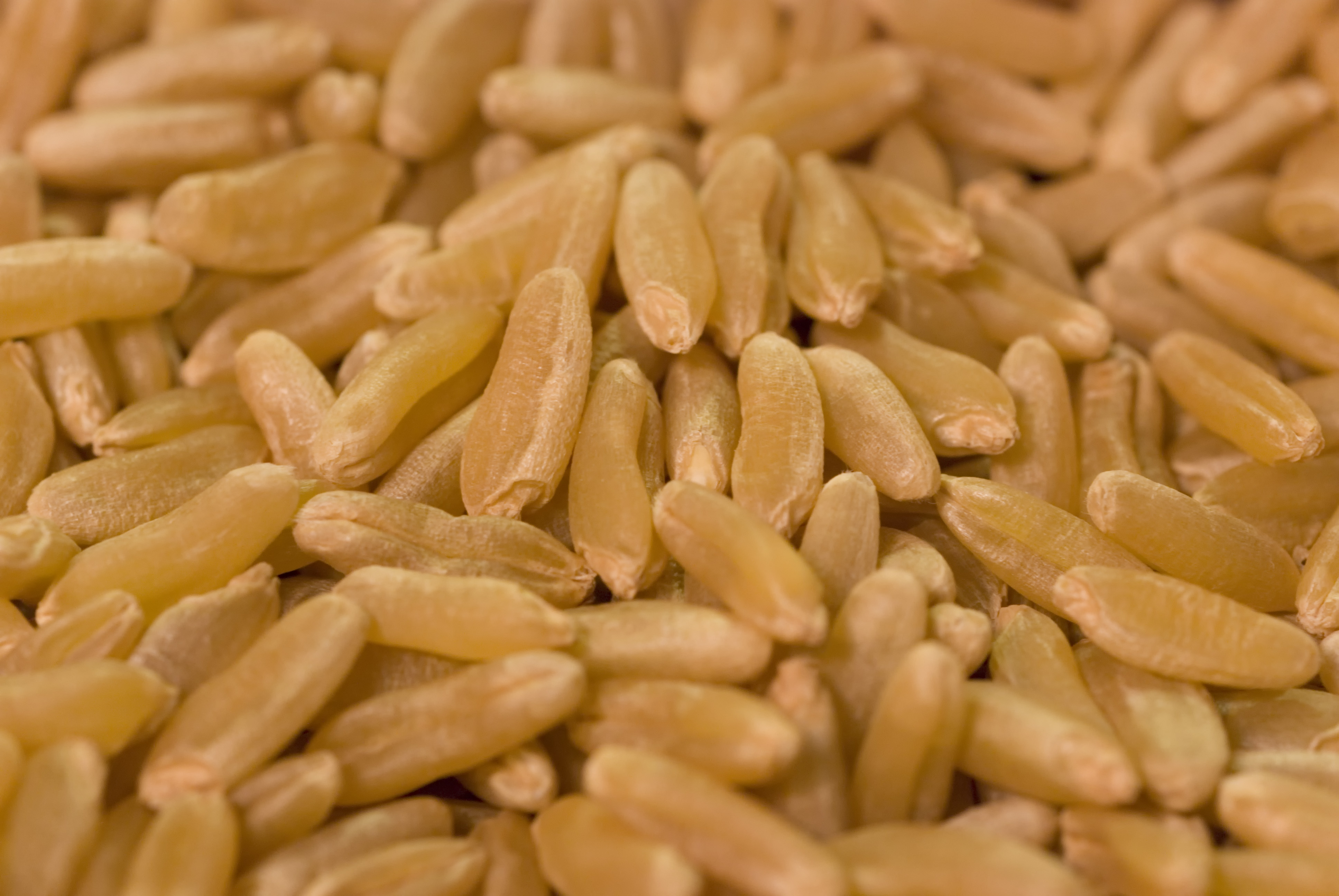
Grano de trigo
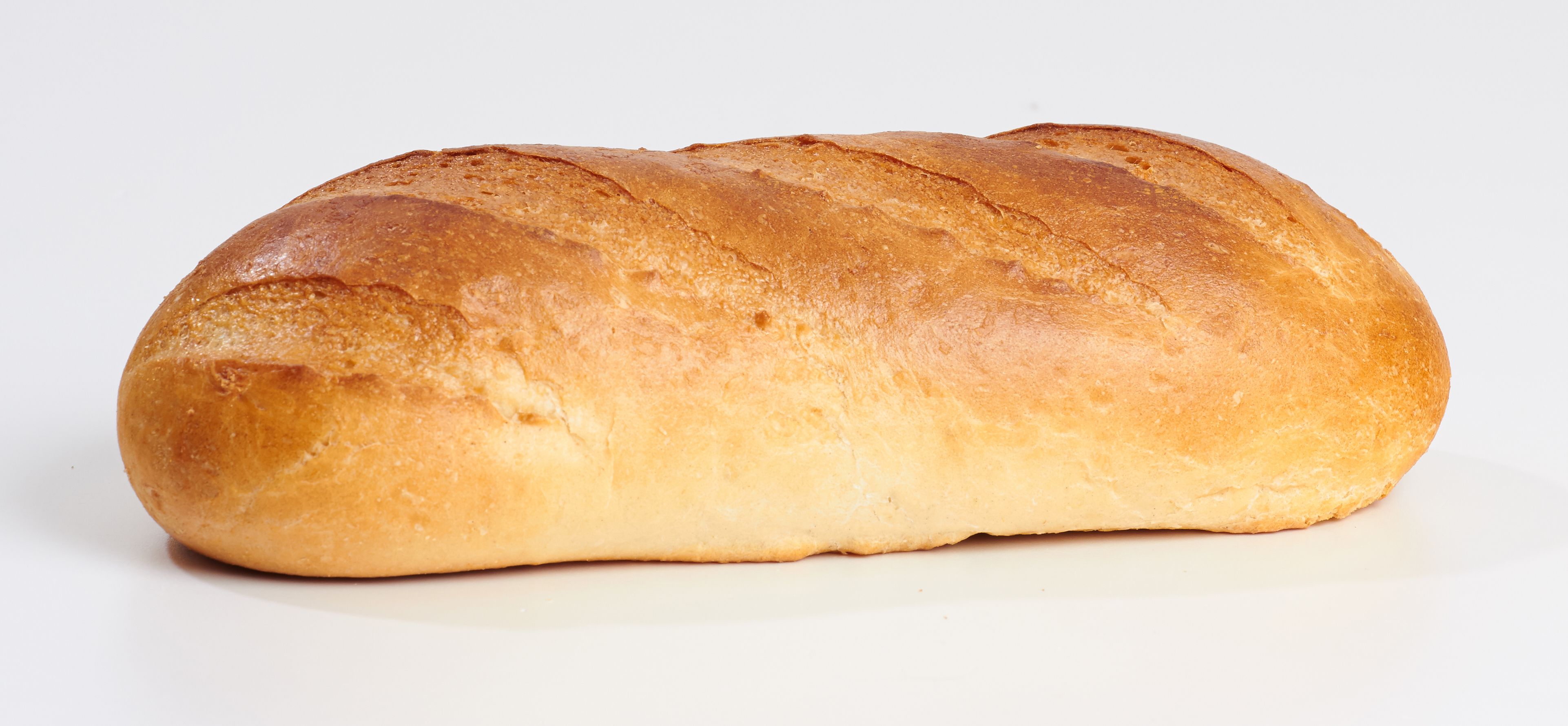
Color trigo del pan
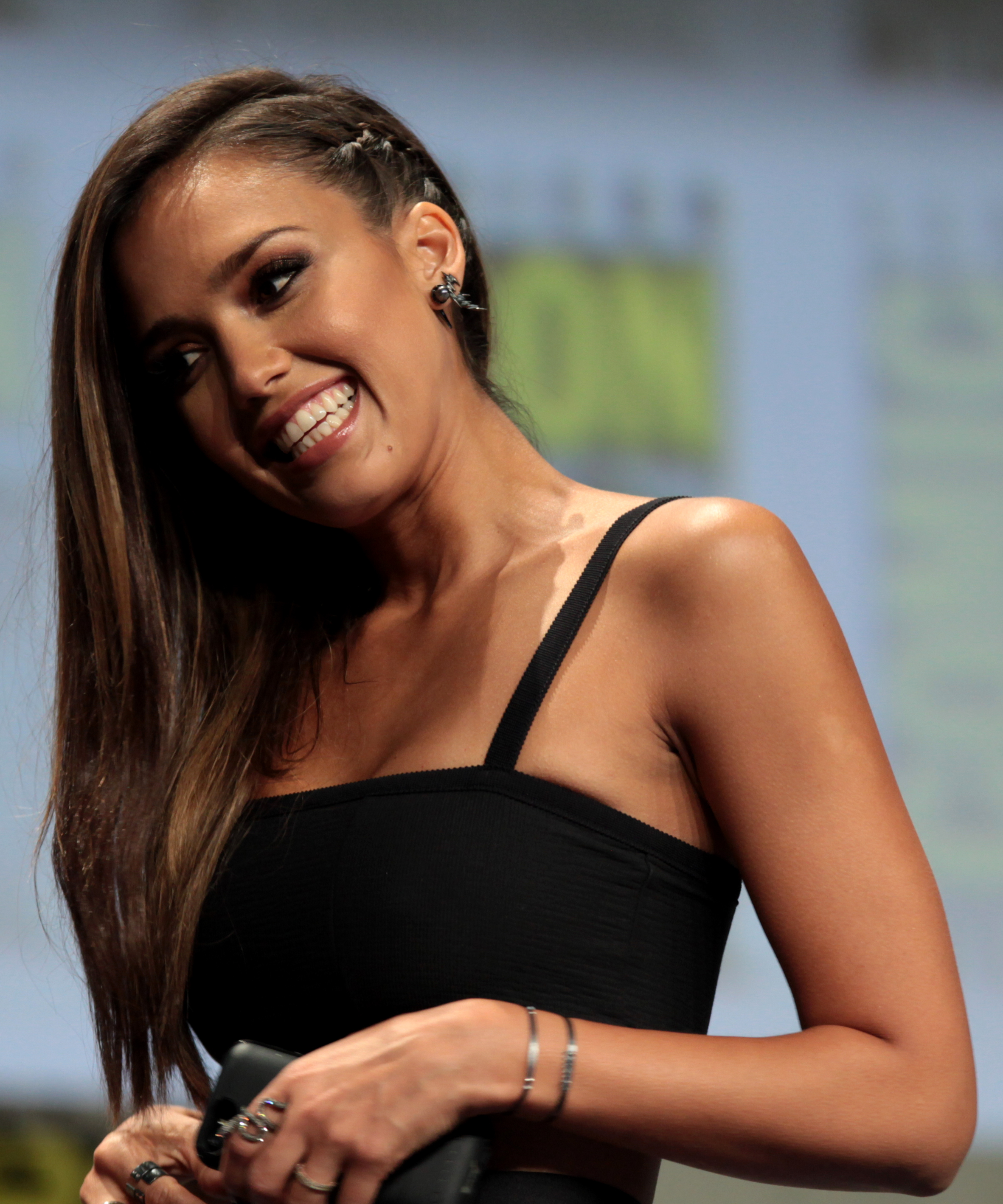
Ejemplo de piel trigueña (actriz Jessica Alba)